# Pusjkin (by)
Pusjkin (russisk: Пушкин, tr. Pusjkin; indtil 1918 Zarskoje Selo, russisk: Ца́рское Село́, tr. Tsarskoje Selo, dansk: ~ Den kejserlige landsby; 1918–1937 Detskoje Selo, russisk: Де́тское Село́, tr. Detskoje Selo, dansk: ~ Børnenes landby) er en by 24 km syd for Sankt Petersborg i Rusland. Byen har 108.187 (2023) indbyggere. Det historiske område med paladserne i Zarskoje Selo blev optaget på UNESCO's Verdensarvsliste i 1990. I 1998 blev byen administrativt en del af Sankt Petersborg.

## Historie
I 1600-tallet var området ejet af svenske adelsmænd. I 1708 skænkede Peter den Store området til sin hustru, den senere regerende kejserinde Katarina 1., hvor hun opførte Katarinapaladset som kejserlig sommerresidens.
Det nærliggende Alexander-paladset er opkaldt efter Alexander 1., men byggeriet blev allerede sat i gang af hans farmor Katarina den Store.

## Det danske mageskifte iZarskoje Selo
Traktaten i Zarskoje Selo (også Mageskiftetraktakten) var et dansk-russisk mageskifte af landområder i Holsten og Oldenburg. Traktaten gav Danmark garanti for besiddelsen af hele Slesvig og lovning på overdragelse af de gottorpske dele af Holsten. Den blev underskevet 27. august 1773 på slottet i Tsarskoje Selo (i den nuværende by Pusjkin) 24 km syd for Sankt Petersborg.